# Paramontastraea peresi
Espèce
Synonymes
- Favites peresi Faure & Pichon, 1978[1]
- Goniastrea peresi (Faure & Pichon, 1978)[1]

Statut CITES
Paramontastraea peresi est une espèce de coraux de la famille des Merulinidae.

## Répartition
Paramontastraea peresi se rencontre en mer Rouge et dans l'océan Indien occidental et central, entre 0 et 50 m de profondeur.

## Publication originale
- Faure & Pichon, 1978 : Description de Favites peresi, nouvelle espèce de Scleractiniaire hermatypique de l'Océan Indien (Cnidaria, Anthozoa, Scleractinia). Bulletin du Muséum national d'histoire naturelle, sér. 3, vol. 352, n. 513, pp. 107-127 (texte intégral) (en) [PDF].